# Hèctor Coll Sebastià
Hèctor Coll Sebastià (La Pobla de Vallbona 1982), més conegut com a Colau, és un jugador professional de pilota valenciana, en l'escala i corda ocupa la posició de rest. És germà d'Antonio Coll, Colau II.

## Palmarés[3]
- Campió del Màsters Ciutat de València en escala i corda 2008
- Campió del Trofeu President de la Diputació de Castelló en escala i corda 2009